# 維他奶鄉情廣告
維他奶「鄉情」廣告，是香港飲品品牌維他奶於1994年推出的電視廣告，由陳浩民主演，取材自朱自清散文《背影》。

## 廣告內容
一名少年（陳浩民飾）回到家鄉祖父的家中渡假，他自出生以來都沒有踏足過家鄉，也沒見過祖父。少年讀白：「呢個假期，終於見到爸爸所講，好嚴肅嘅爺爺。」（這個假期，終於見到爸爸所講，很嚴肅的祖父。）少年很快與家鄉的同輩與小童打成一片，期間也時會喝一盒維他奶。含蓄的祖父開始時表現冷淡，其後少年在魚塘玩耍時弄傷了腳，祖父悉心治療，讓兩人打破隔膜，感情漸增。某晚祖父拿出自己的舊照片，歡快地向少年訴說自己年青時的往事。假期完結，祖父送少年上火車後，少年發現下車的祖父橫過路軌，很努力地爬上另一邊的月台，在月台的小食亭中買了一盒維他奶，再狼狽地折返，將維他奶從車窗交給少年。少年看着祖父的背影，深受感動。少年讀白：「呢個假期，我永遠都會好懷念。」（這個假期，我永遠都會很懷念。）:341-343

## 製作
負責此廣告的廣告公司為靈智廣告（Euro RSCG Ball Partnership），創作及製作團隊主要人員包括創意指導袁靜（Titania Yuen）、美術指導原家榮（Aok Yuen）、導演兼攝影師黎萃明（Brian Lai）、剪接師吳鋒霖（Nelson Ng），文案由袁靜及鄭浚其（Dennis Chang）撰寫，而配樂則由戴樂民（Romeo Diaz）處理。
祖父買維他奶一幕，改編自朱自清散文《背影》中，朱自清父親爬上月台為他買橘子的情節。
據廣告創作團隊成員Dennis Chang在後來的訪問中憶述，客戶維他奶想表達的訊息是「情懷不變，放眼未來」。最初已提出了幾個以「未來」為題的提案，客戶並已選擇其中一個，要求提供詳細故事板，但Dennis Chang仍然心有不甘，於是他找Aok Yuen一起再度構思。他們覺得維他奶品牌應該保持採用較「真」的題材，維他奶在前一年推出的上一個廣告是以留學生思鄉為題的《留學》篇，於是他們構思出回鄉的故事以作承接。Dennis Chang又有此解釋：「正因為品牌是香港本位，大家眼中的未來不是登陸火星或星球大戰，而是數年後九七的未知將來。」他自言構思時自己是有念及九七回歸，但並沒有向其他人表明，幾年後他和Aok Yuen談起，Aok Yuen當時似乎沒有聯想到九七回歸。而當想出改編《背影》時，團隊成員都很興奮。Dennis Chang說：「用《背影》的典故，正是想到兒子行走四方，長了見識便覺得父親老土。但父親真心的關懷，令兒子明白什麼才最重要最貼心。說來不覺成了統戰的工具。廣告的世界，一切總是想得美好。」他們向客戶展示本已選擇的提案之詳細故事板後，也一併提出此一新提案，終獲得認同。他們當時亦認為回中國內地取景成本較低，背影和舊火車又可以拍得很美。:346-347

## 音樂
背景音樂名為《鄉情》，改編自粵語歌《誰能明白我》（林子祥原唱）:344，歌詞經過修改，由廣告主角陳浩民主唱。修改後的歌詞是：「前行有你陪伴我，溫馨笑聲滿懷樂。何時情懷仍未變，皆因你的親切臉。無論我去到哪方，心裡真心不變樣。在天邊，在海角，始終有你伴我路。全為你這片真心真意，我盼望有你同步往。」:341-342
據Dennis Chang憶述，選用此歌是「回應『最初誤解，後來了解明白』的主題。未知的未來總有不安和疑慮，但唯有親情永不變，永遠令你安心，像維他奶般替你着想（有益又親切）。」:346

## 評價
《背影》一文是香港中學一年級中國語文科使用多年的範文，此廣告因而深入民心，有些學校教導該文時也會引用此廣告:344-345。
1990年代，中國題材電視節目漸多，廣告界亦有相同現象。傳媒學者馬傑偉認為此廣告表達重視家庭與血緣關係的傳統價值觀、回歸祖國的情感，並利用家傳戶曉的《背影》將廣告「描寫的傳統接連到中國的脈絡」。訪問Dennis Chang的廣告業者曾錦程和設計師劉昆祐，在他們的合著中亦表達了相似的觀點，他們認為相較於1990年代初以中國為背景的香港廣告中，表面、概括、抽象的民族、歷史描寫，以及迂迴地表達的政治傾向，此廣告更貼身、直接的「回鄉尋覓親情」題材，可能反映隨著時間推移，更接近1997年政權移交，香港人更接受「回歸」的事實。

## 獎項及提名
| 廣告名稱      | 獲獎年份 | 頒獎禮                              | 獎項                                          | 名單   | 結果 |
| ------------- | -------- | ----------------------------------- | --------------------------------------------- | ------ | ---- |
| Country Visit | 1995     | 香港廣告商會 金帆廣告大獎           | 最佳電視/戲院商業廣告 食品/飲品/零食/糖果類別 |        | 銀獎 |
| 鄉情          | 1995     | 亞洲電視 第一屆十大電視廣告頒獎典禮 | 十大最受歡迎電視廣告                          |        | 獲獎 |
| 鄉情          | 1995     | 亞洲電視 第一屆十大電視廣告頒獎典禮 | 傑出電視廣告男演員大獎                        | 陳浩民 | 獲獎 |
|               | 1995     | 第十七屆十大中文金曲頒獎音樂會      | 最佳中文廣告歌曲獎                            | 鄉情   | 銀獎 |

## 類似作品
中國內地食品品牌「老爸豆腐乾」也有一個廣告改編《背影》中父親在火車月台為兒子買食品的情節，推出年份不明。

## 備註
1. 1 2 3  引述之來源文獻沒提及其中文姓名，其中文姓名只有另一個來源提過[2]，但未必有其他文獻能引証。